# Капца
Капца (словен. Kapca) — поселення в общині Лендава, Помурський регіон, Словенія. Висота над рівнем моря: 164,5 м.